# Clarkeulia
Clarkeulia is een geslacht van vlinders van de familie bladrollers (Tortricidae).

## Soorten
- C. aerumnosa Razowski & Becker, 1984
- C. ardalio Razowski & Becker, 1984
- C. aulon Razowski & Becker, 1984
- C. bourquini (Clarke, 1949)
- C. conistra Razowski & Becker, 1984
- C. craterosema (Meyrick, 1911)
- C. deceptiva (Clarke, 1949)
- C. dimorpha (Clarke, 1949)
- C. dubia Razowski & Becker, 1984
- C. egena Razowski & Becker, 1984
- C. episticta (Clarke, 1949)
- C. excerptana (Walker, 1863)
- C. expedita Razowski & Becker, 1984
- C. exstinctrix (Meyrick, 1931)
- C. fortuita Razowski & Becker, 1984
- C. lacrimosa Razowski & Becker, 1984
- C. licea Razowski & Becker, 1984
- C. mediana Razowski & Becker, 1984
- C. mulsa Razowski & Becker, 1984
- C. neoclyta Razowski, 1988
- C. oreographa (Meyrick, 1909)
- C. perversa Razowski & Becker, 1984
- C. placabilis Razowski & Becker, 1984
- C. sellata (Razowski, 1982)
- C. semanota (Razowski, 1982)
- C. sematica (Razowski, 1982)
- C. semigrapha (Razowski, 1982)
- C. separabilis (Razowski, 1982)
- C. sepiaria (Razowski, 1982)
- C. seposita (Razowski, 1982)
- C. simera (Razowski, 1982)
- C. sonae (Clarke, 1949)
- C. spadix Razowski, 1982
- C. spectanda (Razowski, 1982)
- C. umbrifera Razowski & Becker, 1984
- C. virga (Clarke, 1949)